# Standertman
Standertman är en äldre benämning på officer ur svenska marinen som hade rätt att föra örlogsstandert som befälstecken. Örlogsstandert används som befälstecken på örlogsfartyg från vilket sjöofficer med kommendörs tjänstegrad utövar sitt befäl (numera även överste i marinen).